# 오트사부아주의 캉통
프랑스 오트사부아주에는 총 17개의 캉통이 속해 있다. 2015년 3월 행정구역 총개편으로 인해 현재는 다음과 같이 설치되어 있다.
- 안시 1
- 안시 2
- 안시르비외
- 안마스
- 본빌
- 클뤼즈
- 에비앙레뱅
- 파베르주
- 겔라르
- 르몽블랑
- 라로슈쉬르포롱
- 뤼밀리
- 생쥘리앙주느부아
- 살랑슈
- 시에즈
- 세노
- 토농레뱅